# Carlo Cervetto
Carlo Cervetto (Genova, 7 giugno 1939) è un ex calciatore italiano, di ruolo mezzala.

## Carriera
Cresciuto nella Sampdoria, senza tuttavia riuscire ad arrivare alla prima squadra, disputa col Prato il vittorioso campionato di Serie C 1959-1960, passando quindi al Bari, in Serie A, categoria nella quale anche in questa occasione non riesce ad esordire.
Torna quindi in Serie C prima al Siena e poi al Pisa, con cui nella stagione 1964-1965 realizza 10 reti, contribuendo alla promozione fra i cadetti della società toscana.
Disputa a Pisa un campionato di Serie B, poi scende nuovamente in Serie C per indossare la maglia della Ternana, infine torna ai nerazzurri pisani, dove nella stagione 1967-1968 conquista, con 20 presenze e 2 reti all'attivo, la promozione in massima serie.
Nella stagione 1968-1969 disputa 6 incontri nel massimo campionato, che vede il Pisa chiudere penultimo.
Nel 1969 passa infine allo Spezia, senza scendere mai in campo.
In carriera ha collezionato complessivamente 6 presenze in Serie A e 37 presenze e 4 reti in Serie B.

## Palmarès

### Club

#### Competizioni nazionali
- Serie C: 2

Prato: 1959-1960
Pisa: 1964-1965